# Martín Vázquez
Martín Emilio Vázquez Broquetas (Montevidéu, 14 de janeiro de 1969) é um árbitro de futebol uruguaio.
Ele é árbitro FIFA desde 2001. Participou dos Jogos Olímpicos de Verão de 2008 e Eliminatórias da Copa do Mundo FIFA de 2006 e 2010.

## Copa do Mundo 2010
Em vista da exclusão da Copa do Mundo FIFA 2010 do trio paraguaio composto por Carlos Amarilla, por lesão de um de seus assistentes, Vazquez foi convocado pela FIFA para substituí-los, juntamente com os assistentes e compatriotas Carlos Pastorino e Miguel Nievas.